# Cheilosia yesonica
Cheilosia yesonica är en tvåvingeart som beskrevs av Matsumura 1905. Cheilosia yesonica ingår i släktet örtblomflugor, och familjen blomflugor. Inga underarter finns listade i Catalogue of Life.